# Gran Premi de Mònaco del 2013
El Gran Premi de Mònaco de Fórmula 1 de la temporada 2013 s'ha disputat al Circuit de Montecarlo, del 24 al 26 de maig del 2013.

## Resultats de la qualificació
| Pos                | No | Pilot               | Constructor          | Part 1   | Part 2   | Part 3   | Sortida |
| ------------------ | -- | ------------------- | -------------------- | -------- | -------- | -------- | ------- |
| 1                  | 9  | Nico Rosberg        | Mercedes             | 1:24.620 | 1:16.135 | 1:13.876 | 1       |
| 2                  | 10 | Lewis Hamilton      | Mercedes             | 1:23.779 | 1:16.265 | 1:13.967 | 2       |
| 3                  | 1  | Sebastian Vettel    | Red Bull-Renault     | 1:24.243 | 1:15.988 | 1:13.980 | 3       |
| 4                  | 2  | Mark Webber         | Red Bull-Renault     | 1:25.352 | 1:17.322 | 1:14.181 | 4       |
| 5                  | 7  | Kimi Räikkönen      | Lotus-Renault        | 1:25.835 | 1:16.040 | 1:14.822 | 5       |
| 6                  | 3  | Fernando Alonso     | Ferrari              | 1:23.712 | 1:16.510 | 1:14.824 | 6       |
| 7                  | 6  | Sergio Pérez        | McLaren-Mercedes     | 1:24.682 | 1:17.748 | 1:15.138 | 7       |
| 8                  | 15 | Adrian Sutil        | Force India-Mercedes | 1:25.108 | 1:17.261 | 1:15.383 | 8       |
| 9                  | 5  | Jenson Button       | McLaren-Mercedes     | 1:23.744 | 1:17.420 | 1:15.647 | 9       |
| 10                 | 18 | Jean-Éric Vergne    | Toro Rosso-Ferrari   | 1:23.699 | 1:17.623 | 1:15.703 | 10      |
| 11                 | 11 | Nico Hülkenberg     | Sauber-Ferrari       | 1:25.547 | 1:18.331 |          | 11      |
| 12                 | 19 | Daniel Ricciardo    | Toro Rosso-Ferrari   | 1;24.852 | 1:18.344 |          | 12      |
| 13                 | 8  | Romain Grosjean     | Lotus-Renault        | 1:23.738 | 1:18.603 |          | 13      |
| 14                 | 17 | Valtteri Bottas     | Williams-Renault     | 1:24.681 | 1:19.077 |          | 14      |
| 15                 | 21 | Giedo van der Garde | Caterham-Renault     | 1:26.095 | 1:19.408 |          | 15      |
| 16                 | 16 | Pastor Maldonado    | Williams-Renault     | 1:23.452 | 1:21.688 |          | 16      |
| 17                 | 14 | Paul di Resta       | Force India-Mercedes | 1:26.322 |          |          | 17      |
| 18                 | 20 | Charles Pic         | Caterham-Renault     | 1:26.633 |          |          | 18      |
| 19                 | 12 | Esteban Gutiérrez   | Sauber-Ferrari       | 1:26.917 |          |          | 19      |
| 20                 | 23 | Max Chilton         | Marussia-Cosworth    | 1:27.303 |          |          | 221     |
| 107% time:1:29.293 |    |                     |                      |          |          |          |         |
| 21                 | 22 | Jules Bianchi       | Marussia-Cosworth    | no time  |          |          | 202     |
| 22                 | 4  | Felipe Massa        | Ferrari              | no time  |          |          | 213     |
| Font:              |    |                     |                      |          |          |          |         |

- ^1  - Max Chilton ha estat penalitzat amb 5 posicions per substituir la caixa de canvi.[2]
- ^2  — Jules Bianchi no va passar el temps de tall de la regla del 107% però els comissaris de la cursa li van permetre prendre la sortida[1]
- ^3  — Felipe Massano va passar el temps de tall de la regla del 107% però els comissaris de la cursa li van permetre prendre la sortida.[1]

## Resultats de la Cursa
| Pos   | No | Pilot               | Constructor          | Voltes | Temps / Retirada | Pos.Sortida | Punts |
| ----- | -- | ------------------- | -------------------- | ------ | ---------------- | ----------- | ----- |
| 1     | 9  | Nico Rosberg        | Mercedes             | 78     | 2h 17' 52. 506   | 1           | 25    |
| 2     | 1  | Sebastian Vettel    | Red Bull-Renault     | 78     | + 3.889 s        | 3           | 18    |
| 3     | 2  | Mark Webber         | Red Bull-Renault     | 78     | + 6.314 s        | 4           | 15    |
| 4     | 10 | Lewis Hamilton      | Mercedes             | 78     | + 13.895 s       | 2           | 12    |
| 5     | 15 | Adrian Sutil        | Force India-Mercedes | 78     | + 21.478 s       | 8           | 10    |
| 6     | 5  | Jenson Button       | McLaren-Mercedes     | 78     | + 23.104 s       | 9           | 8     |
| 7     | 3  | Fernando Alonso     | Ferrari              | 78     | + 26.734 s       | 6           | 6     |
| 8     | 18 | Jean-Éric Vergne    | Toro Rosso-Ferrari   | 78     | + 27.224 s       | 10          | 4     |
| 9     | 14 | Paul di Resta       | Force India-Mercedes | 78     | + 27.608 s       | 17          | 2     |
| 10    | 7  | Kimi Räikkönen      | Lotus-Renault        | 78     | + 36.582 s       | 5           | 1     |
| 11    | 11 | Nico Hülkenberg     | Sauber-Ferrari       | 78     | + 42.572 s       | 11          |       |
| 12    | 17 | Valtteri Bottas     | Williams-Renault     | 78     | + 42.691 s       | 14          |       |
| 13    | 12 | Esteban Gutiérrez   | Sauber-Ferrari       | 78     | + 43.212 s       | 19          |       |
| 14    | 23 | Max Chilton         | Marussia-Cosworth    | 78     | + 49.886 s       | 22          |       |
| 15    | 21 | Giedo van der Garde | Caterham-Renault     | 78     | + 1' 02.591 min. | 15          |       |
| 16    | 6  | Sergio Pérez        | McLaren-Mercedes     | 72     | Frens            | 7           |       |
| Ret   | 8  | Romain Grosjean     | Lotus-Renault        | 63     | Col·lisió        | 13          |       |
| Ret   | 19 | Daniel Ricciardo    | Toro Rosso-Ferrari   | 61     | Col·lisió        | 12          |       |
| Ret   | 22 | Jules Bianchi       | Marussia-Cosworth    | 58     | Frens            | 20          |       |
| Ret   | 16 | Pastor Maldonado    | Williams-Renault     | 44     | Col·lisió        | 16          |       |
| Ret   | 4  | Felipe Massa        | Ferrari              | 28     | Suspensions      | 21          |       |
| Ret   | 20 | Charles Pic         | Caterham-Renault     | 7      | Caixa de canvi   | 18          |       |
| Font: |    |                     |                      |        |                  |             |       |